# Ніса
Ніса (грец. Nysa) — місцевість, де німфи виховували Діоніса. Згодом чимало грецьких місцевостей, де нібито виховувався бог, уважалися священними. Таким чином Н. була в Фракії, Македонії, Фессалії, Беотії та в інших областях.